# هرولیند شالا
هرولیند شالا (انگلیسی: Herolind Shala؛ ۱ فوریهٔ ۱۹۹۲) فوتبالیست حرفه‌ای است که به‌عنوان هافبک برای باشگاه ترکیه‌ای ارزروم‌اسپور و تیم ملی کوزوو بازی می‌کند. او پیش از این نمایندهٔ نروژ در رقابت‌های جوانان، و نمایندهٔ آلبانی در سطح زیر ۲۱ سال و سطح ملی بزرگسالان بود.

## حرفه باشگاهی

### اسپارتا پراگ
در ۱۱ ژانویهٔ ۲۰۱۵، شالا با تیم اسپارتا پراگ به لیگ برتر جمهوری چک پیوست. در ۲۳ فوریهٔ ۲۰۱۵، او با قرار گرفتن در ترکیب آغازین تیم، اولین بازی خود را با پیروزی خانگی با نتیجهٔ ۴–۱ مقابل تیم پریبرام انجام داد.

### لینگبی
در ۳۰ اوت ۲۰۱۷، شالا به‌همراه تیم لینگبی به سوپرلیگ دانمارک راه یافت. او در ۱۹ نوامبر ۲۰۱۷ با ورود به‌عنوان بازیکن تعویضی در دقیقهٔ ۶۹ به‌جای مارتین اورنسکوف، نخستین بازی خود با این تیم را در شکست خانگی با نتیجهٔ ۱–۳ مقابل راندرز تجربه کرد.

### استارت
شالا در ۴ اوت ۲۰۱۸ با قراردادی برای یک فصل با تیم استارت، که به‌تازگی به لیگ برتر فوتبال نروژ راه یافته‌بود، وارد لیگ برتر فوتبال نروژ شد. او در ۶ اوت ۲۰۱۸ اولین بازی خود با استارت را به‌عنوان بازیکن تعویضی در دقیقهٔ ۷۰ به‌جای توبیاس کریستنسن، با شکست ۴–۱ خارج از خانه مقابل بران پشت سر گذاشت.

### وولرنگا
در ۱۱ فوریهٔ ۲۰۱۹، شالا با قراردادی دو ساله به تیم وولرنگا در لیگ برتر نروژ پیوست. در ۳۰ مارس ۲۰۱۹، او در ترکیب اصلی تیم قرار گرفت و نخستین بازی خود را در برد خانگی ۲–۰ مقابل میوندالن تجربه کرد.

### استابک
در ۵ مارس ۲۰۲۱، شالا به تیم استابک در لیگ برتر نروژ پیوست و در ۱۹ مهٔ ۲۰۲۱ اولین بازی خود با این تیم را در برابر باشگاه سابق خود، اود انجام داد. او در این بازی در ترکیب اصلی تیم قرار داشت و با دو پاس گل، در به ثمر رسیدن دو گل تیم خود و تساوی خانگی ۲–۲ نقش داشت.

### بی‌بی ارزوم‌اسپور
در ۹ سپتامبر ۲۰۲۱، استابک اعلام کرد که شالا به باشگاه ارزروم‌اسپور در لیگ دسته اول ترکیه منتقل خواهد شد. در همان روز، باشگاه استابک تأیید کرد که او به‌طور دائمی به ارزروم‌اسپور منتقل شده‌است.

## ملی

### نروژ
شالا از سال ۲۰۰۹ تا ۲۰۱۲ به‌عنوان بازیکن نروژ و به‌ترتیب با تیم‌های زیر ۱۷ سال و زیر ۲۱ سال این کشور در رقابت‌های سطح بین‌المللی جوانان حضور داشته‌است و با این تیم‌ها ۳ بازی دوستانه انجام داده‌است.

### آلبانی

#### زیر ۲۱ سال

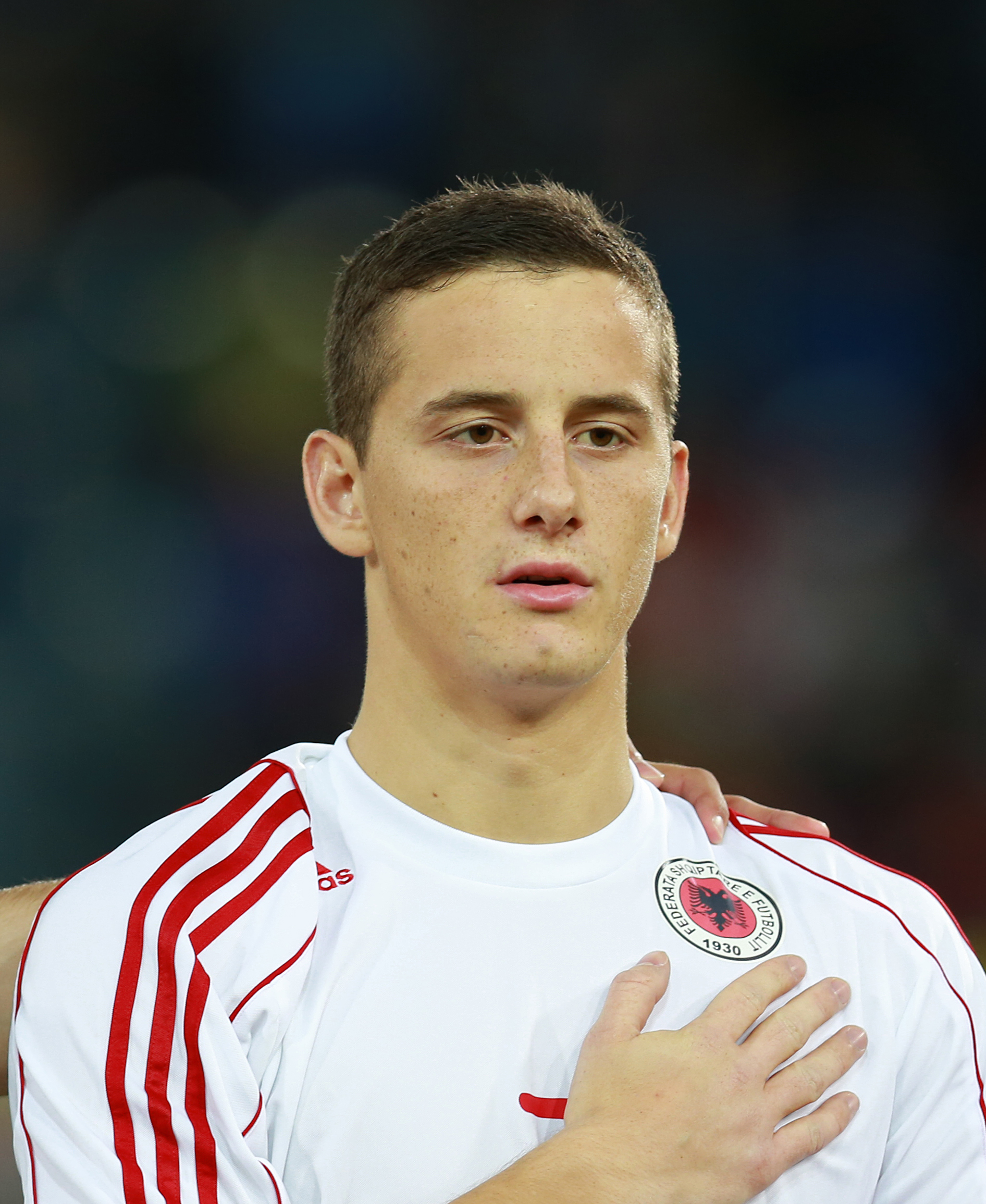
شالا با تیم زیر ۲۱ سال آلبانی در مارس ۲۰۱۴

در مهٔ ۲۰۱۳، هنگامی که او برای حضور در تیم‌های زیر ۲۱ سال آلبانی و نروژ دعوت شده‌بود، از تیم نروژ جدا شد؛ زیرا قصد داشت در عوض نمایندهٔ آلبانی باشد. در ۱۱ ژوئیهٔ ۲۰۱۳، او اولین بازی خود برای تیم زیر ۲۱ سال آلبانی را با ۹۰ دقیقه بازی کامل در مقابل تیم زیر ۲۱ سال بوسنی و هرزگوین انجام داد.
در ۵ مارس ۲۰۱۴، از او برای حضور در بازی پایانی مسابقات مقدماتی زیر ۲۱ سال اروپا یوفا ۲۰۱۵ مقابل اتریش دعوت شد. او در این دیدار آغازگر بازی بود و آخرین گل تیم خود را در دقیقهٔ ۵۷ به‌ثمر رساند؛ این مسابقه با پیروزی خارج از خانه با نتیجهٔ ۱–۳ به پایان رسید. دو گل دیگر تیم را انیس گاوازاج و واسیل شکورتی به ثمر رساندند.

#### بزرگسالان
در ۷ سپتامبر ۲۰۱۴، شالا توسط جیانی دی بیاسی، مربی تیم ملی فوتبال آلبانی، برای بازی مقدماتی یورو ۲۰۱۶ در مقابل تیم ملی پرتغال برای اولین بار به حضور در تیم ملی بزرگسالان دعوت شد. او در ۱۴ نوامبر ۲۰۱۴ در بازی دوستانهٔ «گروه آی» در برابر تیم ملی فرانسه، میزبان یورو ۲۰۱۶، در دقیقهٔ ۷۶ به‌عنوان یار تعویضی وارد زمین شد و اولین بازی خود برای تیم بزرگسالان را انجام داد. او در یک بازی دیگر مقابل ایتالیا باری دیگر به‌عنوان بازیکن تعویضی در دقیقهٔ ۷۱ به میدان رفت.

### کوزوو
در ۳۰ اوت ۲۰۱۶، شالا برای حضور در بازی مقدماتی جام جهانی ۲۰۱۸ در مقابل فنلاند به تیم ملی کوزوو دعوت شد. او در ۶ اکتبر ۲۰۱۶ در اولین بازی خود با تیم ملی کوزوو در مسابقهٔ مقدماتی جام جهانی ۲۰۱۸ در مقابل تیم ملی کرواسی، در دقیقهٔ ۷۷ به‌عنوان یار تعویضی به‌جای آربر زنلی به میدان رفت.

## زندگی شخصی
شالا در پورشگرن، نروژ از پدر و مادری آلبانیایی-کوزوویی اهل درناس زاده شد.

## آمار حرفه‌ای

### باشگاهی
تا تاریخ ۸ سپتامبر ۲۰۲۱
| باشگاه               | فصل      | لیگ                | لیگ  | لیگ | جام  | جام | اروپا | اروپا | مجموع | مجموع |
| باشگاه               | فصل      | بخش                | بازی | گل  | بازی | گل  | بازی  | گل    | بازی  | گل    |
| -------------------- | -------- | ------------------ | ---- | --- | ---- | --- | ----- | ----- | ----- | ----- |
| اود                  | ۲۰۱۱     | لیگ برتر نروژ      | ۴    | ۰   | ۰    | ۰   | —     | —     | ۴     | ۰     |
| اود                  | ۲۰۱۲     | لیگ برتر نروژ      | ۲۶   | ۳   | ۳    | ۰   | —     | —     | ۲۹    | ۳     |
| اود                  | ۲۰۱۳     | لیگ برتر نروژ      | ۳۰   | ۸   | ۳    | ۰   | —     | —     | ۳۳    | ۸     |
| اود                  | ۲۰۱۴     | لیگ برتر نروژ      | ۳۰   | ۹   | ۶    | ۵   | —     | —     | ۳۶    | ۱۴    |
| اود                  | مجموع    | مجموع              | ۹۰   | ۲۰  | ۱۲   | ۵   | —     | —     | ۱۰۲   | ۲۵    |
| اسپارتا پراگ         | ۲۰۱۴–۱۵  | لیگ برتر جمهوری چک | ۳    | ۰   | ۱    | ۰   | —     | —     | ۴     | ۰     |
| اسلوان لیبرتس (قرضی) | ۲۰۱۵–۱۶  | لیگ برتر جمهوری چک | ۲۳   | ۶   | ۴    | ۰   | ۹     | ۱     | ۳۶    | ۷     |
| قاسم‌پاشا (قرضی)      | ۲۰۱۶–۱۷  | سوپر لیگ ترکیه     | ۱۰   | ۱   | ۷    | ۲   | —     | —     | ۱۷    | ۳     |
| لینگبی               | ۲۰۱۷–۱۸  | سوپر لیگ دانمارک   | ۱۵   | ۲   | ۱    | ۰   | —     | —     | ۱۶    | ۲     |
| لینگبی               | مجموع    | مجموع              | ۵۱   | ۹   | ۱۳   | ۲   | ۹     | ۱     | ۷۳    | ۱۲    |
| استارت               | ۲۰۱۸     | لیگ برتر نروژ      | ۱۴   | ۳   | ۱    | ۱   | —     | —     | ۱۵    | ۴     |
| وولرنگا              | ۲۰۱۹     | لیگ برتر نروژ      | ۲۱   | ۶   | ۱    | ۰   | —     | —     | ۲۲    | ۶     |
| وولرنگا              | ۲۰۲۰     | لیگ برتر نروژ      | ۲۴   | ۲   | ۰    | ۰   | —     | —     | ۲۴    | ۲     |
| استابک               | ۲۰۲۱     | لیگ برتر نروژ      | ۱۱   | ۰   | ۲    | ۰   | —     | —     | ۱۳    | ۰     |
| استابک               | مجموع    | مجموع              | ۷۰   | ۱۱  | ۴    | ۱   | —     | —     | ۷۴    | ۱۲    |
| ارزروم‌اسپور          | ۲۰۲۱–۲۲  | لیگ دسته اول ترکیه | ۰    | ۰   | ۰    | ۰   | —     | —     | ۰     | ۰     |
| مجموع کل             | مجموع کل | مجموع کل           | ۲۱۰  | ۴۰  | ۲۹   | ۸   | ۹     | ۱     | ۲۴۸   | ۵۰    |

1. ↑  شامل رقابت‌های قاره‌ای، نظیر لیگ قهرمانان اروپا و لیگ اروپا

### ملی
تا تاریخ ۱۸ نوامبر ۲۰۲۰
| تیم ملی | سال   | بازی | گل |
| ------- | ----- | ---- | -- |
| آلبانی  |       |      |    |
| ۲۰۱۴    | ۲     | ۰    |    |
| ۲۰۱۵    | ۲     | ۰    |    |
| ۲۰۱۶    | ۲     | ۰    |    |
| مجموع   | مجموع | ۶    | ۰  |
| کوزوو   |       |      |    |
| ۲۰۱۶    | ۳     | ۰    |    |
| ۲۰۱۷    | ۱     | ۰    |    |
| ۲۰۱۸    | ۹     | ۰    |    |
| ۲۰۱۹    | ۳     | ۰    |    |
| ۲۰۲۰    | ۷     | ۰    |    |
| مجموع   | مجموع | ۲۳   | ۰  |

## افتخارات

### باشگاهی
اود
- نایب قهرمان جام نروژ: ۲۰۱۴